# Sant Martí de Collfred
Sant Martí de Collfred és l'església de Collfred, del municipi d'Artesa de Segre, inclosa en l'Inventari del Patrimoni Arquitectònic de Catalunya.

## Descripció

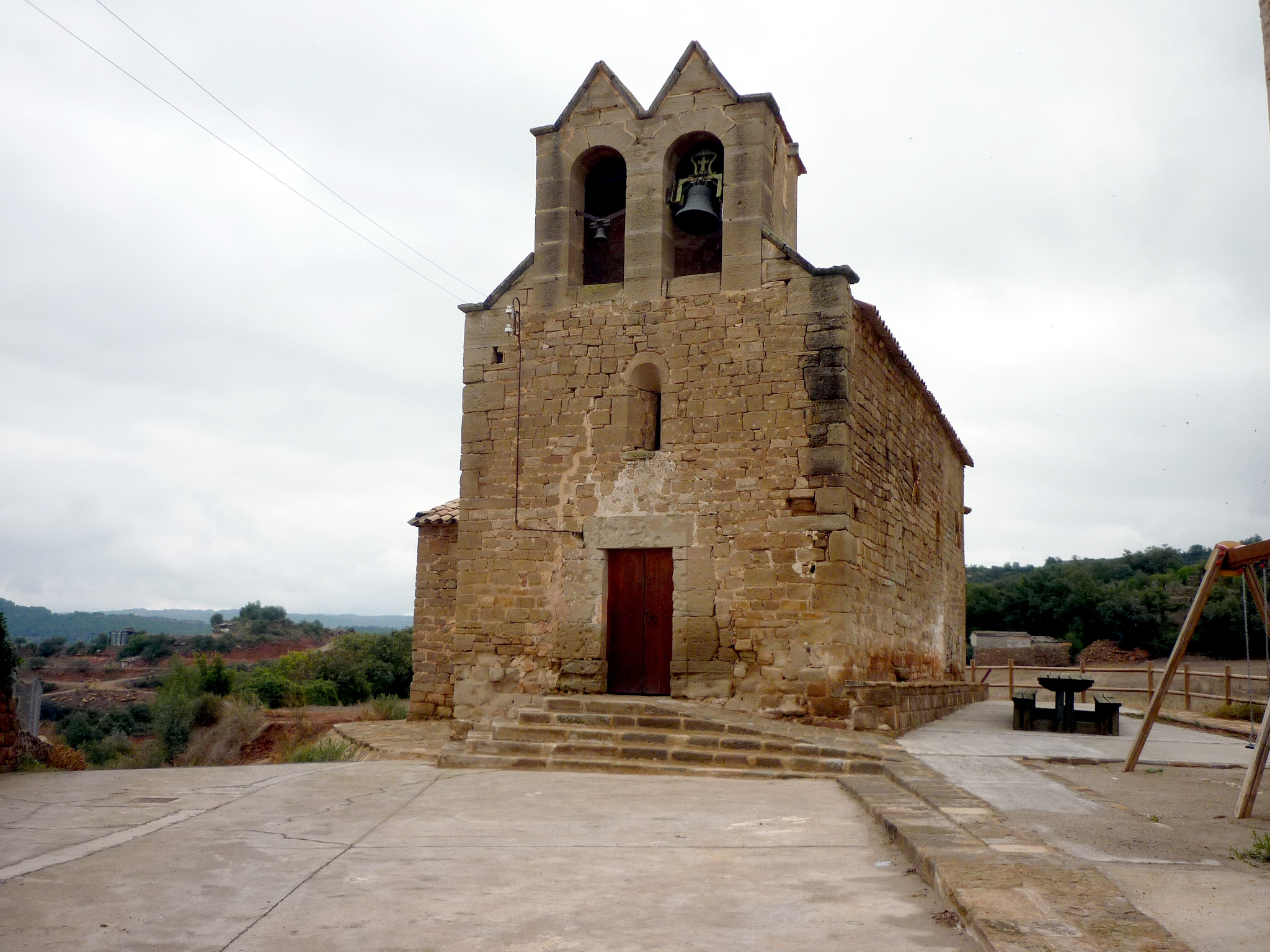
Façana

Temple romànic d'una nau, amb modificacions a la façana de ponent i amb capella adossada al nord. L'absis té una finestra amb arc de mig punt de doble esqueixada i unes mènsules afegides suporten la nova coberta. La coberta de la nau s'aixecà de nou. La volta de canó està reforçada per arcs torals sobre pilars amb capitells actualment. El cor s'il·lumina amb una finestra també de doble esqueixada. La porta i el campanar de cadireta han estat modificats.

## Història
El segle xiii és documentada a propòsit del castell de Collfred. El 1592 apareix inscrita a la col·legiata d'Àger i des del 1757 al 1806 al seu arxiprestat. En l'actualitat depèn de Sant Climent de Vilves. La llinda de la porta rectangular encastada en la façana de ponent data del 1860.